# Parascyllium
Genre
Parascyllium est un genre de requins.

## Liste des espèces
- Parascyllium collare Ramsay & Ogilby 1888 - Requin carpette à collerette
- Parascyllium elongatum Last & Stevens, 2008
- Parascyllium ferrugineum McCulloch, 1911 - Requin carpette roux
- Parascyllium sparsimaculatum T.Goto & Last, 2002 - Requin carpette beige
- Parascyllium variolatum (A.H.A.Duméril, 1853) - Requin carpette à collier